# U-92,016-A
U-92,016-A — психоактивное исследовательское вещество, которое используется в научных исследованиях. Оно действует как высокопотентный, селективный, высокоэффективный агонист 5-HT1A-рецепторов с большой продолжительностью действия. Было предложено его исследовать в качестве потенциального нового анксиолитика или антидепрессанта.